# تشاك سيسيل (مقدم برامج إذاعية)
تشاك سيسيل (بالإنجليزية: Chuck Cecil)‏ هو مقدم برامج إذاعية أمريكي، ولد في 26 ديسمبر 1922، وتوفي في 30 أبريل 2019.